# 코안다 효과

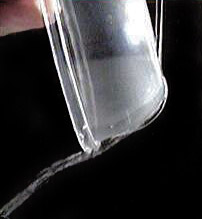

코안다 효과(영어: Coanda effect)는 곡면을 따라 흐르는 공기나 물과 같은 유체가 곡면에 부착되어 분리되지 않고 따라 흐르는 경향을 의미한다. 이 효과는 특히 유체 스트림이 곡면에 향할 때 두드러지며, 유체 스트림이 표면에 밀착되어 곡률을 따라 움직이는 것을 관찰 할 수 있다.
이 현상은 유체가 고체 표면에 인접할 때 발생하는 압력 차이 때문에 일어난다. 유체가 곡면을 따라 흐르면서 유체 내부의 속도가 빨라지고, 베르누이의 원리에 따라 해당 지역의 압력이 낮아진다. 이 낮은 압력은 유체가 곡면을 따라 계속 흐르도록 유도한다. 하지만 베르누이의 원리만으로 코안다 효과를 설명할 수는 없다. 베르누이 원리는 유체의 압력과 속도 관계만을 설명하지만, 코안다 효과는 유체와 곡면의 상호작용을 포함하기 때문이다.
코안다 효과는 항공기의 날개 성능을 향상시키거나, 펌프와 터빈의 효율을 향상시키는 등 엔지니어링과 디자인에서 다양한 실용적인 응용 분야가 있다. 이는 항공기 날개, 펌프, 터빈뿐만 아니라 진공 청소기나 헤어 드라이어와 같은 일상용품에도 기여하는 유체 역학의 매력적인 측면 중 하나이다. 대표적으로 날개 없는 선풍기, 무풍 에어컨 등이 있다.
20세기 초 루마니아의 공기역학자인 앙리 코안다(Henri Coandă)에 의해 발견되었다.

## 같이 보기
- 공기역학
- 익형
- 경계층
- 유체동역학
- 양력
- 마그누스 효과